# Reichsgau de Salzburgo
El reichsgau de Salzburgo (en alemán: Reichsgau Salzburg) era una división administrativa de la Alemania nazi en Salzburgo, Austria. Existió entre 1938 y 1945.

## Historia
El sistema nazi gau (gaue en plural) se estableció originalmente en una conferencia del partido el 22 de mayo de 1926, con el fin de mejorar la administración de la estructura del partido. A partir de 1933, después de la toma del poder por parte de los nazis, los gaue reemplazaron cada vez más a los estados alemanes como subdivisiones administrativas en Alemania. En 1938, la Alemania nazi se anexionó a Austria, siendo esta última subdividida en varios reichsgaue.
Al frente de cada gau se encontraba un gauleiter, una posición que se hizo cada vez más poderosa, especialmente después del estallido de la Segunda Guerra Mundial. Los gauleiter locales estuvieron a cargo de la propaganda y la vigilancia y, desde septiembre de 1944 en adelante, del Volkssturm y la defensa de los gau.
El puesto de gauleiter en Salzburgo fue inicialmente ocupado por Friedrich Rainer y, desde 1941, por Gustav Adolf Scheel, mientras que Anton Wintersteiger ocupó el cargo de diputado gauleiter a lo largo de la historia del reichsgau desde 1938 hasta 1945.